# A Sense of Wonder
A Sense of Wonder je patnácté studiové album irského písničkáře Van Morrisona. Album poprvé vyšlo v roce 1985 u vydavatelství Mercury Records. V lednu 2008 vyšlo album v remasterované reedici doplněné o dvě bonusové skladby.

## Seznam skladeb
| Strana 1 (LP) | Strana 1 (LP)               | Strana 1 (LP) | Strana 1 (LP) |
| Pořadí        | Název                       | Autor         | Délka         |
| ------------- | --------------------------- | ------------- | ------------- |
| 1.            | Tore Down a la Rimbaud      | Van Morrison  | 4:09          |
| 2.            | Ancient of Days             | Morrison      | 3:37          |
| 3.            | Evening Meditation          | Morrison      | 4:13          |
| 4.            | The Master's Eyes           | Morrison      | 4:01          |
| 5.            | What Would I Do Without You | Ray Charles   | 5:10          |

| Strana 2 (LP) | Strana 2 (LP)                                         | Strana 2 (LP)                                  | Strana 2 (LP) |
| Pořadí        | Název                                                 | Autor                                          | Délka         |
| ------------- | ----------------------------------------------------- | ---------------------------------------------- | ------------- |
| 1.            | A Sense of Wonder                                     | Morrison                                       | 7:09          |
| 2.            | Boffyflow and Spike                                   | Morrison                                       | 3:06          |
| 3.            | If You Only Knew                                      | Mose Allison                                   | 2:56          |
| 4.            | Let the Slave (Incorporating the Price of Experience) | William Blake, Adrian Mitchell, Kate Westbrook | 5:26          |
| 5.            | A New Kind of Man                                     | Morrison                                       | 3:21          |

| Bonusové skladby na reedici z roku 2008 (CD) | Bonusové skladby na reedici z roku 2008 (CD) | Bonusové skladby na reedici z roku 2008 (CD) | Bonusové skladby na reedici z roku 2008 (CD) |
| Pořadí                                       | Název                                        | Autor                                        | Délka                                        |
| -------------------------------------------- | -------------------------------------------- | -------------------------------------------- | -------------------------------------------- |
| 11.                                          | Crazy Jane on God                            | trad., arr. Morrison                         | 3:50                                         |
| 12.                                          | A Sense of Wonder (alternativní verze)       | Morrison                                     | 6:06                                         |

## Obsazení
- Van Morrison – kytara, klavír, zpěv
- John Allair – Hammondovy varhany
- Bob Doll – trubka
- Tom Donlinger – bicí
- Pee Wee Ellis – tenorsaxofon
- David Hayes – baskytara
- Pauline Lazano – vokály v pozadí
- Chris Michie – kytara
- Bianca Thornton – vokály v pozadí
- Moving Hearts